# Montezumina maculata
Montezumina maculata är en insektsart som beskrevs av Nickle 1984. Montezumina maculata ingår i släktet Montezumina och familjen vårtbitare. Inga underarter finns listade i Catalogue of Life.